# Xenofrea ocellata
Xenofrea ocellata là một loài bọ cánh cứng trong họ Cerambycidae.